# Wilhelm Decker (Musiker)
Wilhelm Decker (* 7. Dezember 1860 [abweichend 8. Dezember 1860] in Sasbachwalden; † 15. Januar 1938 in Münchwilen) war ein Schweizer Lehrer, Musiker, Musikpädagoge und Musikdirektor.

## Leben und Werk
Nachdem Decker seine Ausbildung zum Lehrer an der Präparandenschule Meersburg und im Seminar Ettlingen in Karlsruhe erfolgreich abgeschlossen hatte, wirkte er in verschiedenen kleinen Ortschaften des Schwarzwaldes. In jungen Jahren war Decker 1881 an der Gründung der «Musikkapelle Sasbachwalden» mitbeteiligt. Dieser Verein besteht heute noch unter dem Namen «Kur- und Trachtenkapelle Sasbachwalden 1881 e. V.».
Seine Freizeit widmete Decker der Musik und nahm als 27-Jähriger Urlaub, um in Leipzig das Diplom eines Musikdirektors zu erwerben. Von Oktober 1888 bis Juli 1889 studierte er am Leipziger Konservatorium und besuchte u. a. Klassen bei Carl Reinecke, Paul Homeyer, Oscar Paul und Gustav Schreck. In Konstanz fand er die Möglichkeit, sich als Musikpädagoge zu betätigen, und übernahm den Gesangsunterricht am Gymnasium und ausserdem den Orgeldienst an der städtischen Stephanskirche.
Als die Stelle des Musiklehrers am Seminar Kreuzlingen neu zu besetzen war, fiel die Wahl auf Decker. Hier unterrichtete er Violine, Klavier und Orgel.
Als erfolgreicher Organist war Decker der Leiter des Organistenverbandes. Von 1894 bis 1929 war er Kantonaldirigent im Thurgauer Gesangsverein und Leiter einiger schweizerischer Gesangskurse sowie Kampfrichter an ausserkantonalen Gesangsfesten.
Als inzwischen eingebürgerter Münchwiler komponierte Decker Lieder, u. a. den «Chinesen-Marsch» oder «Thurgi du mis Heimatländli» (Thurgau du mein Heimatland), nicht zu verwechseln mit dem Thurgauerlied.
1936 ging Decker nach 44 Jahren Lehrtätigkeit am Lehrerseminar Kreuzlingen in Pension. Anlässlich der grossen Abschiedsfeier bedankte sich die Schülerschaft bei Musikdirektor Decker mit einer stehenden Ovation.
Das von August Keller («Aachtal-Goethe») (1868–1950) geschriebene Lied «Thurgi’s git halt keis wie Du» (Thurgau, es gibt nichts Vergleichbares wie du) vertonte Decker wie auch andere Lieder aus dem Büchlein von Keller «Mit Sang und Klang die Welt entlang».